# Wenezuela na Letnich Igrzyskach Olimpijskich 1972
Wenezuelę na Letnich Igrzyskach Olimpijskich 1972 reprezentowało 23 zawodników, 20 mężczyzn i 3 kobiety. Reprezentanci Wenezueli nie zdobyli żadnego medalu na tych igrzyskach.

## Skład kadry

### Boks
Mężczyźni
- Francisco Rodríguez

waga papierowa, do 48 kg (odpadł w 1 rundzie; przegrał z Dennisem Talbotem z Australii)
- José Baptista

waga piórkowa, do 57 kg (odpadł w 2 rundzie; wygrał z Emmanuelem Eloundou z Kamerunu i przegrał z Borisem Kuzniecowem z ZSRR)
- Luis Rodríguez

waga lekka, do 60 kg (odpadł w 2 rundzie; przegrał z Eraslanem Dorukiem z Turcji)
- Luis Contreras

waga lekkopółśrednia, do 63,5 kg (odpadł w 1 rundzie;  przegrał z Angełem Angełowem z Bułgarii)
- Alfredo Lemus

waga lekkośrednia, do 71 kg (odpadł w 2 rundzie;  przegrał z Emeterio Villanuevą z Meksyku)
- Faustino Quinales

waga średnia, do 75 kg (odpadł w 1 rundzie;  przegrał z Natem Knowlesem z Bahamów)
- Ernesto Sánchez

waga półciężka, do 81 kg (odpadł w 2 rundzie;  przegrał z Gilberto Carrillo z Kuby)

### Lekkoatletyka
Mężczyźni
- Félix Mata

bieg na 100 metrów (odpadł w eliminacjach)
- Eric Phillips

bieg na 400 metrów (odpadł w ćwierćfinale)
- Héctor López

bieg na 800 metrów (odpadł w eliminacjach)
- José Jacinto Hidalgo

bieg na 400 metrów przez płotki (odpadł w eliminacjach)
- Humberto Galea, Félix Mata, Alberto Marchán, Jesús Rico

sztafeta 4 × 100 metrów (odpadła w półfinale)
- Raúl Dome, Félix Pérez, José Jacinto Hidalgo, Eric Phillips

sztafeta 4 × 400 metrów (odpadła w eliminacjach)
Kobiety
- Lucía Vaamonde

pięciobój (zajęła 25. miejsce)

### Pływanie
Mężczyźni
- Jorge van Balen

100 m stylem dowolnym (odpadł w eliminacjach)
- Gerardo Vera

200 m stylem dowolnym (odpadł w eliminacjach)
400 m stylem dowolnym (odpadł w eliminacjach)
1500 m stylem dowolnym (odpadł w eliminacjach)
Kobiety
- Ileana Morales

100 m stylem dowolnym (odpadła w eliminacjach)
200 m stylem dowolnym (odpadła w eliminacjach)
400 m stylem dowolnym (odpadła w eliminacjach)
100 m stylem motylkowym (odpadła w eliminacjach)
200 m stylem motylkowym (odpadła w eliminacjach)
- Gisela Cerezo

200 m stylem zmiennym (odpadła w eliminacjach)
400 m stylem zmiennym (odpadła w eliminacjach)

### Strzelectwo
- Víctor Francis

pistolet szybkostrzelny 25 m (zajął 43. miejsce)
- Agustin Rangel

karabinek małokalibrowy leżąc 50 m (zajął 77. miejsce)